# Paweł Szkotak
Paweł Szkotak (ur. 2 września 1965 w Bydgoszczy) – polski psycholog i reżyser teatralny, założyciel Teatru Biuro Podróży, dyrektor Teatru Polskiego w Poznaniu (2003–2015).

## Życiorys
Absolwent psychologii na Uniwersytecie im. Adama Mickiewicza w Poznaniu. W 1988 założył Teatr Biuro Podróży w Poznaniu. Zajął się reżyserią spektakli teatralnych, pełniąc jednocześnie funkcję dyrektora tej placówki. W 2003 został natomiast dyrektorem naczelnym i artystycznym poznańskiego Teatru Polskiego. Kierował tą instytucją do 2015.
Wyreżyserował takie spektakle jak m.in. Giordano (1992), Carmen Funebre (1994), Nie wszyscy są z nas (1997), Pijcie ocet, Panowie (1998), Selenauci (1999), Millenium Mysteries (2000), Rękopis Alfonsa van Wordena (2001), Martwa królewna (2001), Rodzina Wampira (2002), Sonata Belzebuba (2002), Zaćmienie (2003), Świniopolis (2003), Lament (2004), Zwyczajne szaleństwa (2005), Odwiedziny (2006), Szarańcza (2008), Trup (2010), Planeta Lem (2010), Amadeusz (2011), Hamlet (2012), Otello (2013) czy Opera za trzy grosze (2014).

## Odznaczenia i nagrody
Odznaczony Złotym Krzyżem Zasługi (2014) oraz Brązowym Medalem „Zasłużony Kulturze Gloria Artis”. Wyróżniony m.in. Medalem Młodej Sztuki i Paszportem „Polityki”. Otrzymał także liczne nagrody na festiwalach teatralnych m.in. za przedstawienia Giordano, Carmen Funebre i Martwa królewna.